# Les Ulmes

Les Ulmes este o comună în departamentul Maine-et-Loire, Franța. În 2009 avea o populație de 561 de locuitori.